# Diego Riolfo
Diego Riolfo, vollständiger Name Diego Nicolás Riolfo Pérez, (* 8. Januar 1990 in Montevideo) ist ein uruguayischer Fußballspieler.

## Karriere

### Verein
Der nach Angaben seines Vereins 1,72 Meter große Offensivakteur Riolfo stand mindestens seit der Apertura 2010 in Reihen des seinerzeitigen Erstligisten Central Español. In jenem Jahr feierte er auch sein Debüt im Profiteam der Montevideanern. In der Saison 2010/11 bestritt er dort je nach Quellenlage 13 oder 14 Erstligaspiele und erzielte einen Treffer. Im Januar 2012 wurde er sodann während der Clausura 2012 an die Montevideo Wanderers verliehen und in jener Halbserie in sechs Spielen (kein Tor) der Primera División eingesetzt. Die Wanderers verpflichteten ihn sodann im Juli 2012 fest und transferierten ihn auf Leihbasis für die Spielzeit 2012/13 an den spanischen Zweitligisten Recreativo de Huelva. In der Segunda División absolvierte er von seinem Debüt am 8. September 2012 gegen Murcia bis zu seinem letzten Einsatz am 2. Juni 2013 gegen Sporting Gijón elf Ligaspiele und eine Pokalpartie in der Copa del Rey. Anschließend kehrte er zu den Wanderers zurück. In der Saison 2013/14 kam er bei den Wanderers in 30 Ligabegegnungen (drei Tore) zum Zug. Die Wanderers gewannen in jener Spielzeit die Clausura 2014 und wurden Vizemeister. In der Spielzeit 2014/15 stand er 26-mal in der Liga und sechsmal (ein Tor) in der Copa Libertadores 2015 auf dem Platz (vier Tore). Mitte Mai 2015 zog er sich zum zweiten Mal innerhalb von drei Jahren einen Kreuzbandriss im linken Knie mit einer prognostizierten verletzungsbedingten Ausfallzeit von sechs Monaten zu. Während der Saison 2015/16 wurde er 15-mal (sechs Tore) in der Primera División eingesetzt. Mitte Juni 2016 wechselte er zu Necaxa. Für die Mexikaner bestritt er insgesamt zehn Ligapartien (kein Tor) und vier Spiele (drei Tore) in der Copa México.
Im Januar 2018 wechselte Riolfo ablösefrei zum argentinischen Erstligisten CD Godoy Cruz.

### Erfolge
- Clausura 2014 (Primera División, Uruguay)